# Horst von Restorff

Horst von Restorff

Horst von Restorff (* 8. Dezember 1880 in Lindenau, Ostpreußen; † 27. April 1953 in Lübeck) war ein deutscher Offizier, Gutsbesitzer und Politiker (DNVP).

## Leben und Beruf
Horst von Restorff entstammte dem alten mecklenburgischen Adelsgeschlecht von Restorff. Er wurde am 8. Dezember 1880 als Sohn des Gutsbesitzers Detlev Cord von Restorff (1840–1909) auf Gut Lindenau bei Braunsberg geboren. Nach dem Besuch des Realgymnasiums in Dessau zwischen 1894 und 1899 schlug er zunächst eine militärische Laufbahn ein und war von 1899 bis 1907 aktiver Soldat beim Garde-Jäger-Bataillon in Potsdam. Er schied als Leutnant aus dem Dienst aus. 1907 bis 1909 war er Pächter der Güter Koppenow und Bonswirt im Kreis Lauenburg (Pommern). Er leitete seit 1907 den väterlichen Gutshof Lindenau und wurde 1909 Eigentümer. Er nahm als Soldat am Ersten Weltkrieg teil, zuletzt als Hauptmann der Reserve. Nach dem Zweiten Weltkrieg siedelte er als Heimatvertriebener nach Westdeutschland über und ließ sich in Holstein nieder.

## Politik
Restorff, der sich der DNVP angeschlossen hatte und 1920 bis 1929 Vorsitzender des Provinzialverbandes der DNVP in Ostpreußen war, war während der Zeit der Weimarer Republik stellvertretendes Mitglied des Preußischen Staatsrates, Mitglied des Provinziallandtags der Provinz Ostpreußen sowie Kreistagsmitglied und Kreisdeputierter des Kreises Heiligenbeil. Bei der Reichstagswahl im Juli 1932 wurde er in den Deutschen Reichstag gewählt, dem er bis November 1933 angehörte. Im Parlament vertrat er den Wahlkreis 1 (Ostpreußen).
In der Zeit des Nationalsozialismus war er Anhänger der Bekennenden Kirche. Im Juni 1939 wurde er in der SD-Übersicht „führende Männer der Systemzeit (Rechtsopposition und Reaktion)“ erfasst.